# Graham Chapman

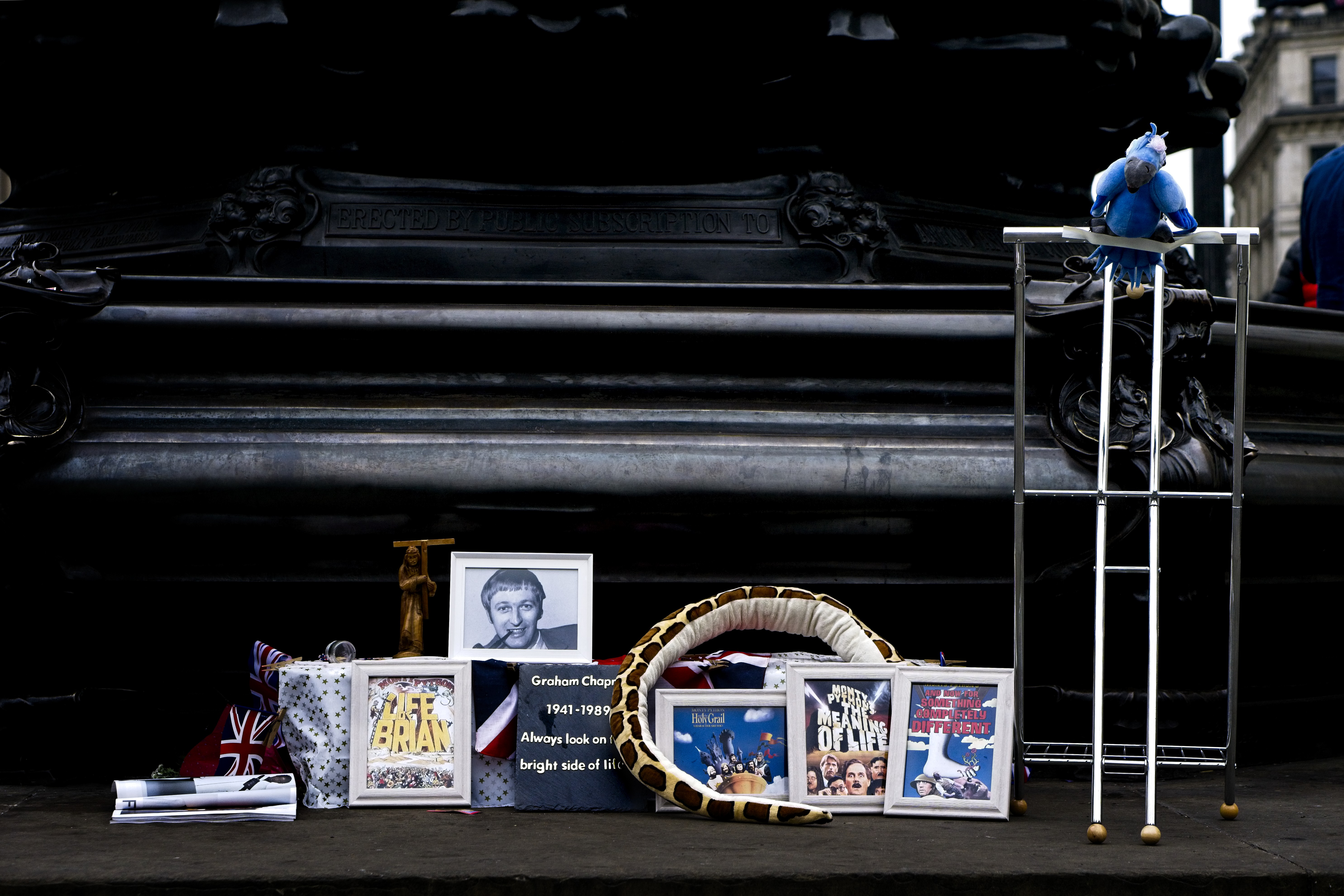
Gedenkstelle 2019, für Graham Chapman am Piccadilly Circus in London

Graham Arthur Chapman (* 8. Januar 1941 in Leicester; † 4. Oktober 1989 in Maidstone) war ein britischer Schauspieler, Schriftsteller und Mitglied der Komiker-Gruppe Monty Python. Unter anderem spielte er die Titelrolle in Das Leben des Brian.

## Biografie
Chapman begann sein Medizinstudium am Emmanuel College, Cambridge. Später studierte er am St Bartholomew’s Medical College in London weiter.
In Cambridge lernte er den Jurastudenten und späteren Komikerkollegen John Cleese kennen. Beide spielten am Amateur-Theater Cambridge University Footlights Dramatic Club und begannen in den 1960er Jahren, Sketche für die BBC zu schreiben, so z. B. für den 1968 produzierten Sketchfilm How to Irritate People, in dem beide auch Hauptrollen übernahmen. 1969 gründeten sie mit anderen Komikern zusammen die Gruppe Monty Python.
1970 gab Graham Chapman öffentlich seine Homosexualität bekannt, derer er sich nach eigener Aussage 1965 bewusst geworden war. In jener Zeit erfuhr auch die Öffentlichkeit von seiner Liaison mit dem britischen Schriftsteller David Sherlock. John Cleese reagierte, wie er später angab, „sehr, sehr, sehr überrascht“ auf das Coming Out seines besten Freundes und Kollegen.
Chapman litt jahrelang an Alkoholismus und Nikotinsucht, wodurch er schwere Gesundheitsschäden erlitt. Um die Hauptrolle in Das Leben des Brian spielen zu können, gelang es ihm 1979, seinen Alkoholismus zu überwinden; doch als er wenig später in die USA übersiedelte, wurde er stattdessen von Kokain abhängig. Im November 1988 wurde bei dem starken Raucher Chapman erstmals ein bösartiger Tumor der Mandeln festgestellt und entfernt. In der Folge wurden weitere Geschwülste im Rachen und Metastasen an der Wirbelsäule diagnostiziert, wodurch er schließlich auf einen Rollstuhl angewiesen war. Seinen letzten Auftritt hatte er 1988 als Lehrer im Musikvideo zu Can I Play with Madness der britischen Band Iron Maiden. Am 4. Oktober 1989 – einen Tag vor dem 20-jährigen Jubiläum der Monty Pythons – starb Chapman an den Folgen seiner Krankheit, und am 13. Oktober wurde sein Leichnam in Vinters Park, Maidstone verbrannt. Eine im Dezember 1989 von BBC ausgestrahlte Gedenkfeier wurde teilweise zum skurrilen Spektakel ganz im Sinne des Monty-Python-Mitglieds. John Cleese begann seine Trauerrede mit einer Abwandlung des Sketches Der Papagei ist tot, dessen Co-Autor Chapman war:
He has ceased to be, bereft of life, he rests in peace, he has kicked the bucket, hopped the twig,
bit the dust, snuffed it, breathed his last, and gone to meet the Great Head of Light Entertainment in the sky […]
Sinngemäße Übersetzung:
Er ist nicht mehr, des Lebens beraubt, ruht in Frieden, gab den Löffel ab, ging über den Jordan,
biss ins Gras, kratzte ab, nahm den letzten Atemzug, ging, um den Hauptabteilungsleiter für leichte Unterhaltung im Himmel zu treffen […]
Da Cleese so offensichtlich stolz darauf war, der erste Mensch gewesen zu sein, der im britischen Fernsehen das Wort „Shit“ sagte, will er beim Schreiben der Trauerrede auch gehört haben, wie ihm Chapman ins Ohr flüsterte, er möge auch der Erste sein, der bei einer britischen Trauerfeier das Wort „Fuck“ sage. Die Trauergemeinde sang abschließend das Lied Always Look on the Bright Side of Life.
In der Bühnenshow Monty Python Live (mostly), die zwischen dem 1. und 20. Juli 2014 zehnmal in London aufgeführt wurde, war Chapman in zahlreichen Video-Einspielungen zu sehen.
Der Asteroid (9617) Grahamchapman ist nach Chapman benannt.

## Filmografie
- 1969: Magic Christian (The Magic Christian)
- 1970: Ein blinder Passagier hats schwer (Doctor in Trouble)
- 1970: The Rise and Rise of Michael Rimmer
- 1971: Monty Pythons wunderbare Welt der Schwerkraft (Monty Python’s And Now for Something Completely Different)
- 1971: The Statue
- 1975: Die Ritter der Kokosnuß (Monty Python and the Holy Grail)
- 1978: The Odd Job
- 1979: Das Leben des Brian (Monty Python’s Life of Brian)
- 1982: Monty Python Live at the Hollywood Bowl
- 1983: Der Sinn des Lebens (The Meaning of Life)
- 1983: Dotterbart (Yellowbeard)
- 1987: Die Fälle des Harry Fox (Still crazy like a Fox)
- 1987/88: Chapman spielte im Musik-Clip von Iron Maidens Can I Play with Madness als Kunstlehrer mit.
- 1988: Jake’s Journey
- 1989: Stage Fright
- 2012: A Liar’s Autobiography: The Untrue Story of Monty Python’s Graham Chapman (Ich-Erzähler)

## Fernsehen
- 1967: At Last the 1948 Show
- 1968: How to Irritate People
- 1969–1973: Monty Python’s Flying Circus

## Dokumentationen
- 1999: Pythons Night: 30 Years of Monty Python
- 2005: Monty Python: In The Beginning